# Partito Comunista del Nepal (Amatya)
Il Partito Comunista del Nepal (Amatya) dal nome del suo principale dirigente, nacque nel 1962, anche se si riteneva il legittimo erede del Partito Comunista del Nepal fondato nel 1949; il Partito si era tuttavia spaccato al III Congresso da una fazione rivoluzionaria che seguiva Tulsi Lal Amatya e una fazione realista che seguiva Keshar Jung Rayamjhi. La scissione era avvenuta anche in riflesso della crisi sino-sovietica: la fazione di Amatya era considerata maoista, mentre quella di Rayamjhi era filo-sovietica.

## Storia
Il III Congresso del PCN portò all'approvazione di un programma per la rivoluzione democratica nazionale ed elesse Tulsi Lal Amatya nuovo segretario generale, espellendo Rayamjhi. Dopo Amatya, il dirigente più influente del Partito era Pushpa Lal Shrestha.
Nel 1963, solo un anno dopo la nascita del Partito, emersero delle differenze fra Amatya e Pushpa Lal shrestha: il primo voleva implementare una linea che si battesse per la nuova democrazia nazionale, il secondo per una democrazia popolare. Nel 1968, la fazione di Lal tenne un'assemblea a Gorakhpur (India) e si scisse in un partito omonimo, con Lal come segretario generale.
Nel 1971, un gruppo di influenti dirigenti comunisti (fra cui Manmohan Adhikari e Moham Bikran Singh) furono rilasciati di prigione e crearono un Nucleo Centrale per cercare di riunificare il Partito. Tuttavia, Adhikari disertò ben presto l'opera di unificazione e fondò un partito comunista più moderato, vicino alle posizioni del Partito Comunista dell'India (marxista). Di fronte all'ostracismo di Tulsi Lal Amatya e Pushpa Lal Shrestha, un cospicuo numero di militanti seguì Singh nel fondare quello che sarebbe divenuto noto come Partito Comunista del Nepal (Quarta Assemblea), perché nato dalla Quarta Assemblea convocata dal Nucleo Centrale nel 1974 per riunificare il PCN.
Mentre il PCN (Quarta Assemblea) cresceva rapidamente, il PCN di Amatya vide ridurre i propri militanti. Nonostante la precedente affiliazione alle posizioni del maoismo, specialmente dopo la morte di Mao Zedong si avvicinò all'Unione Sovietica, pur mantenendo una certa indipendenza da Mosca.
Nel 1986 il PCN prese parte al Fronte Unito della Sinistra, partecipando alle elezioni del 1991 a seguito della caduta del "regime panchayat". Tuttavia, non riuscì a raccogliere i voti necessari per eleggere i propri candidati e per questo entrò in una seria crisi, cercando di unificarsi ad altri soggetti politici per evitare di scomparire.
Poco dopo il 1991, il Partito si unì ad altri gruppi formando il Partito Comunista del Nepal (unito), ma Tulsi Lal Amatya lo lasciò ben presto ricostituendo il proprio PCN, che poi si unirà definitivamente al Partito Comunista del Nepal (marxista-leninista unificato) nel 1994.